# Олимп (Марс)
Гора Оли́мп (лат. Olympus Mons) — потухший вулкан на Марсе, расположенный в провинции Фарсида (район экватора планеты), высочайшая как по абсолютной, так и по относительной высоте гора Солнечной системы. Назван по имени горы Олимп в Греции, на которой, согласно мифам, обитали боги-олимпийцы.
До полётов космических аппаратов (которые показали, что Олимп является именно горой) это место было известно астрономам как Nix Olympica («Снега Олимпа» — ввиду более высокого альбедо).

## Описание

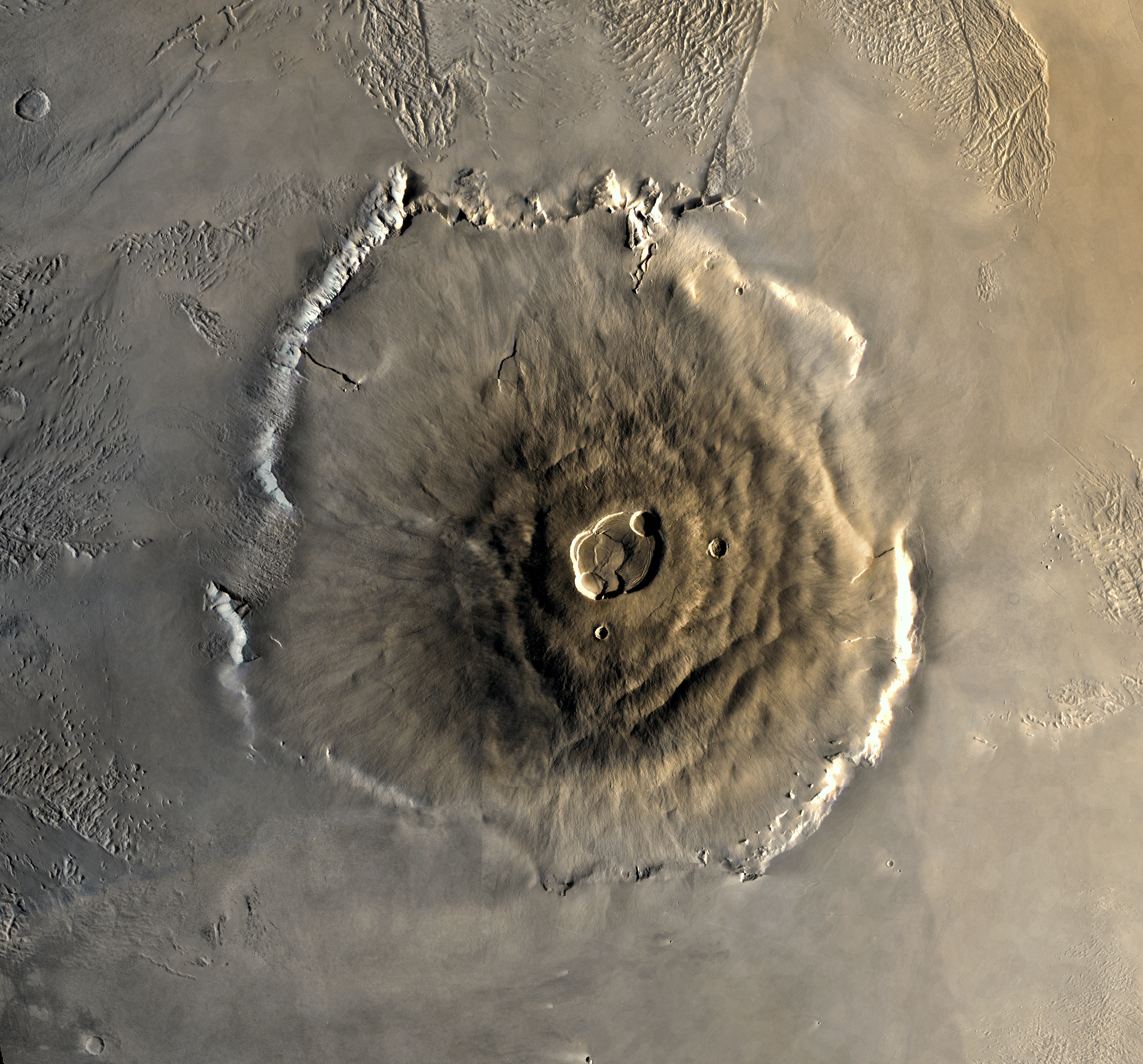
Фото «Викинга-1»

Высота Олимпа — 26 км от основания, что в 2,5 раза превышает относительную высоту вулкана Мауна-Кеа, являющегося самым высоким вулканом на Земле и возвышающегося на 10,2 км от основания. Диаметр Олимпа — около 540 км. Вулкан имеет крутые склоны по краям высотой до 7 км. Причины образования этих гигантских обрывов пока не нашли убедительного объяснения, хотя многие склоняются к версии подмыва склонов вулкана некогда существовавшим на Марсе океаном.
Длина вулканической кальдеры Олимпа — 85 км, ширина — 60 км. Глубина кальдеры достигает 3 км благодаря наличию шести перекрывающихся вулканических кратеров. Для сравнения — у крупнейшего на Земле вулкана Мауна-Лоа на Гавайских островах диаметр кратера составляет 6,5 км.
Атмосферное давление на вершине Олимпа составляет лишь 2 % от давления, характерного для среднего уровня марсианской поверхности (для сравнения — давление на вершине Эвереста составляет 25 % от показателя на уровне моря). Учитывая, что на поверхности Марса давление составляет менее 0,01 атмосферы, разрежённость среды на вершине Олимпа почти не отличается от технического вакуума.
Олимп занимает столь большую площадь, что его невозможно увидеть полностью с поверхности планеты (дистанция, необходимая для обозрения вулкана, столь велика, что он будет скрыт из-за кривизны поверхности). Соответственно, если встать на самой высокой точке вулкана, то его склон уйдёт за горизонт.

## Вулканизм

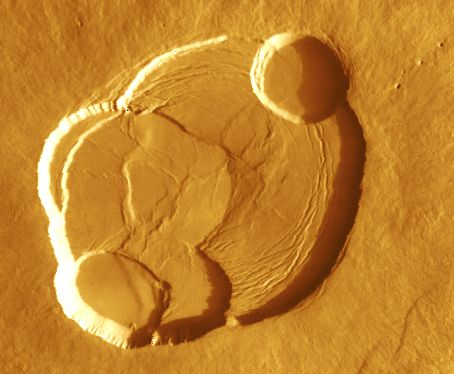
Кальдера и вулканические кратеры

Олимп — потухший вулкан, образовавшийся благодаря потокам лавы, извергавшимся из недр и застывавшим на поверхности. По всей видимости, извержения происходили в течение длительных периодов времени, о чём говорит тот факт, что диаметр вулкана почти в 25 раз превышает его абсолютную высоту.
Анализ снимков аппарата «Марс-Экспресс» показал, что самая свежая лава на склонах Олимпа имеет возраст предположительно около 2 млн лет. Таким образом, нельзя исключать того, что вулкан может снова начать извергаться.
Сравнительно большие размеры Олимпа объясняются тем, что Марс, вероятно, не имеет тектонических плит, в отличие от Земли. В силу отсутствия движения плит и отсутствия эрозии, вулкан может существовать очень долго.

## Окружение
Олимп находится в провинции Фарсида, где расположены ряд других вулканов, в том числе гора Арсия, гора Павлина и гора Аскрийская, которые также имеют огромные размеры, хотя и уступают Олимпу. Эти три вулкана находятся в горах Фарсида, а Олимп расположен внутри впадины провинции Фарсида, глубиной 2 км.
Территория, окружающая вулкан, во многих местах покрыта сетью небольших хребтов и гор. Эту горную систему называют Ореолом Олимпа. Ореол простирается на расстояние до 1000 км от вершины в виде огромных «лепестков». Происхождение Ореола входит в число марсианских загадок. Одна из гипотез связывает Ореол с разрушением склонов Олимпа, другая — с гипотетической ледниковой активностью, согласно ещё одной гипотезе, это остатки древних лавовых потоков, впоследствии подвергшихся разрушению и эрозии.
На некоторых фотографиях участков Ореола, сделанных с высоким разрешением, видно множество параллельных полосок — ярдангов (см. фото. Архивировано 30 мая 2021 года.). Вероятно, их направление отражает преимущественную направленность ветров, дующих в этой местности. Ярданги обычно образуются на поверхности, которая легко поддаётся эрозии, например, при наличии вулканического пепла.

## Галерея

Фрагмент Ореола (размером 3 км) к востоку от Олимпа
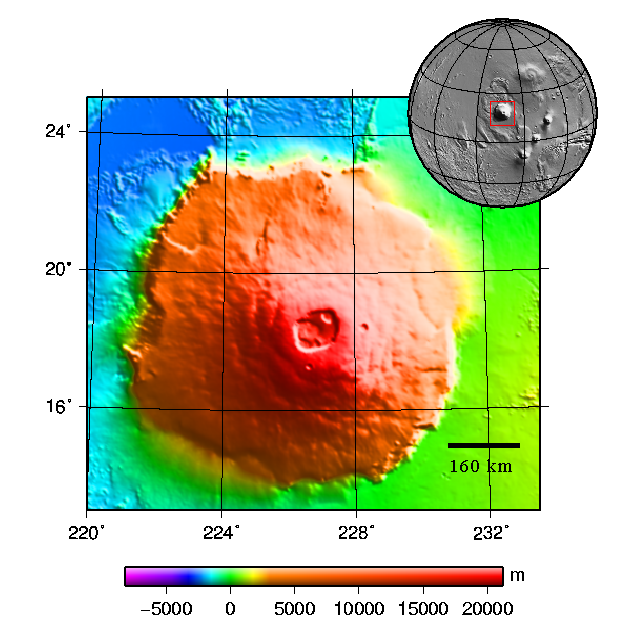
Топографическая карта Олимпа
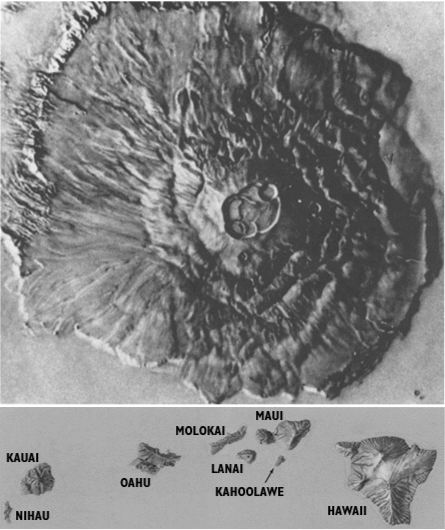
Сравнение размеров Олимпа и вулканических Гавайских островов
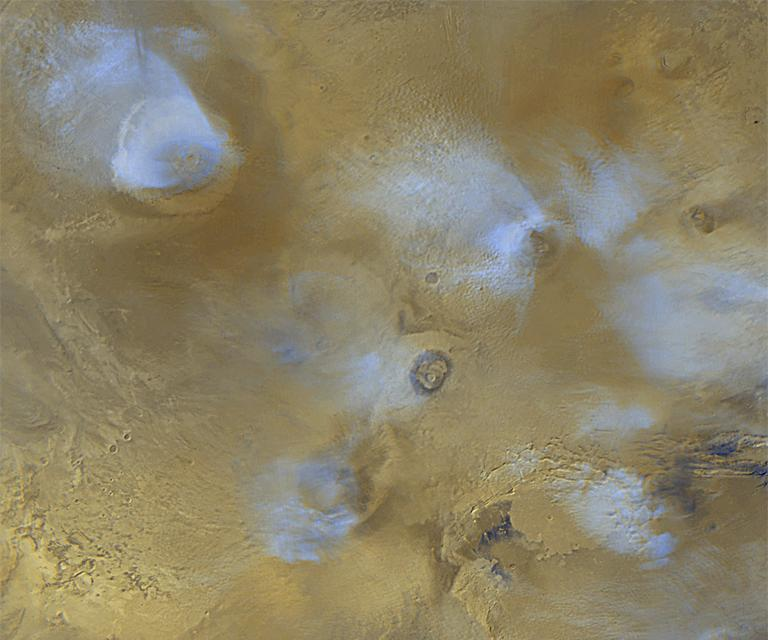
Сравнение высот от основания крупнейших известных гор Солнечной системы